# Wade Robson
Wade Jeremy William Robson (Brisbane, 17 settembre 1982) è un ballerino, coreografo e regista australiano.
Da bambino Robson era amico del cantante Michael Jackson. Quando Jackson venne accusato di abusi sessuali su minori, Robson testimoniò in sua difesa al processo, sostenendo che il cantante non aveva mai abusato di lui. Nel 2013 ha dichiarato che Michael Jackson (morto nel 2009) lo aveva molestato sessualmente per sette anni, sostenendo di avere mentito al processo per proteggere l'artista. Robson ha intentato causa alla Michael Jackson Estate per 1,2 miliardi di dollari, ma il suo caso è stato respinto dai giudici per via della scadenza dei termini di prescrizione. Le accuse di Wade Robson, insieme a quelle di James Safechuck, sono alla base del documentario Leaving Neverland del 2019.

## Biografia
Nato a Brisbane in Australia, Robson iniziò ad esibirsi come ballerino all'età di cinque anni. In seguito vinse alcuni talent show in patria che gli permisero di incontrare il suo idolo, Michael Jackson. Jackson lo prese come suo protégé portandolo con sé sul palco durante alcune tappe del Bad World Tour. In seguito, ancora bambino, fece dei cammei nei video di Jackson Black or White (1991), Jam e Heal the World (entrambi del 1992). Nel 1993, all'età di 11 anni, Robson firmò un contratto con l'etichetta musicale di Jackson, la MJJ Music, duettando nel gruppo musicale hip hop Quo, formato da lui (sotto lo pseudonimo Kaos) e da DeWayne Turrentine (Syco Smoov). Il loro primo omonimo album del 1994 non ottenne però il successo sperato e il gruppo si sciolse di lì a poco.
Negli anni seguenti Robson si affermò come coreografo e regista di videoclip, dirigendo video musicali anche per artisti pop quali NSYNC e Britney Spears. Condusse e produsse il programma The Wade Robson Project, andato in onda su MTV, nel 2003. Nel 2007, partecipò al reality So You Think You Can Dance in veste di giudice e coreografo. Nel 2011 iniziò a lavorare al progetto del Michael Jackson: One, uno show del Cirque du Soleil in tributo a Jackson. Il coreografo, che chiese di poter partecipare al tour, venne rimpiazzato successivamente da Jamie King.

### Accuse contro Michael Jackson
Quando Robson aveva cinque anni e si esibiva come ballerino in veste di talento precoce, venne contattato dalla popstar statunitense Michael Jackson, all'epoca in tournée in Australia. Due anni dopo Jackson invitò la famiglia a stare a casa sua, nel Neverland Ranch, in California. Nel 2005, quando il cantante fu accusato di abusi sessuali su minori, Robson testimoniò sotto giuramento a suo favore, dicendo di aver dormito nello stesso letto della popstar varie volte ma che mai il cantante lo aveva molestato. Anche grazie alla sua testimonianza, Jackson fu assolto. Dopo la morte del cantante nel 2009, Robson disse: «La sua musica, i suoi movimenti, le sue personali parole di ispirazione ed incoraggiamento e il suo amore incondizionato vivranno per sempre dentro di me».
Nel 2013, però, Robson rivelò che Michael Jackson aveva abusato di lui per sette anni. Robson ha precisato che il cambiamento della sua versione dei fatti non è dovuto a un caso di memoria repressa, ma alla manipolazione psicologica che avrebbe subito da Jackson e all'incapacità di affrontare i danni che aveva subito in seguito alle molestie, che aveva sempre inteso come una relazione consensuale tra lui e Michael Jackson. Robson ha affermato di avere deciso di rivelare la verità dopo essere diventato padre e dopo un esaurimento nervoso subito nel periodo 2011-2012. Robson ha intentato causa civile agli eredi di Michael Jackson per 1,2 miliardi di dollari, ma il suo caso è stato respinto dai giudici che hanno dichiarato scaduti i termini di prescrizione. La veridicità delle accuse di Wade Robson è controversa.

## Filmografia parziale

### Camei in videoclip di Jackson
- Black or White (1991)
- Jam (1992)
- Heal the World (1992)

### Videoclip deiQuo
- Huh What (1994)
- Blowin' Up (Don't Stop the Music) (1994)
- Quo Funk (1995)

### Film
- SDF Street Dance Fighters (2004)

### Documentari
- Leaving Neverland (2019)

## Album
Sotto lo pseudonimo Kaos nel duo hip hop Quo:
- Quo (1994)

## Televisione
- The Wade Robson Project (2003-2004)
- So You Think You Can Dance - stagione 1 e 2 (2006 - 2007)
- Oprah Winfrey Presents: After Neverland (2019)[11]